# Euproctis pallipes
Euproctis pallipes är en fjärilsart som beskrevs av Pieter Cornelius Tobias Snellen 1879. Euproctis pallipes ingår i släktet Euproctis och familjen tofsspinnare. Inga underarter finns listade i Catalogue of Life.